# Gornji Zemon
Gornji Zemon este o localitate din comuna Ilirska Bistrica, Slovenia, cu o populație de 114 locuitori.